# Arc llarg anglès
L'arc llarg anglès (English longbow), o arc llarg gal·lès va ser un poderós tipus d'arc llarg (de grans dimensions, per al tir amb arc) amb prop de 2 m d'alçada, usat pels anglesos i gal·lesos durant l'edat mitjana, tant per a la caça com per a la guerra. Els arcs llargs van ser particularment eficaços contra els francesos en la batalla d'Azincourt durant la Guerra dels Cent Anys.

## Descripció

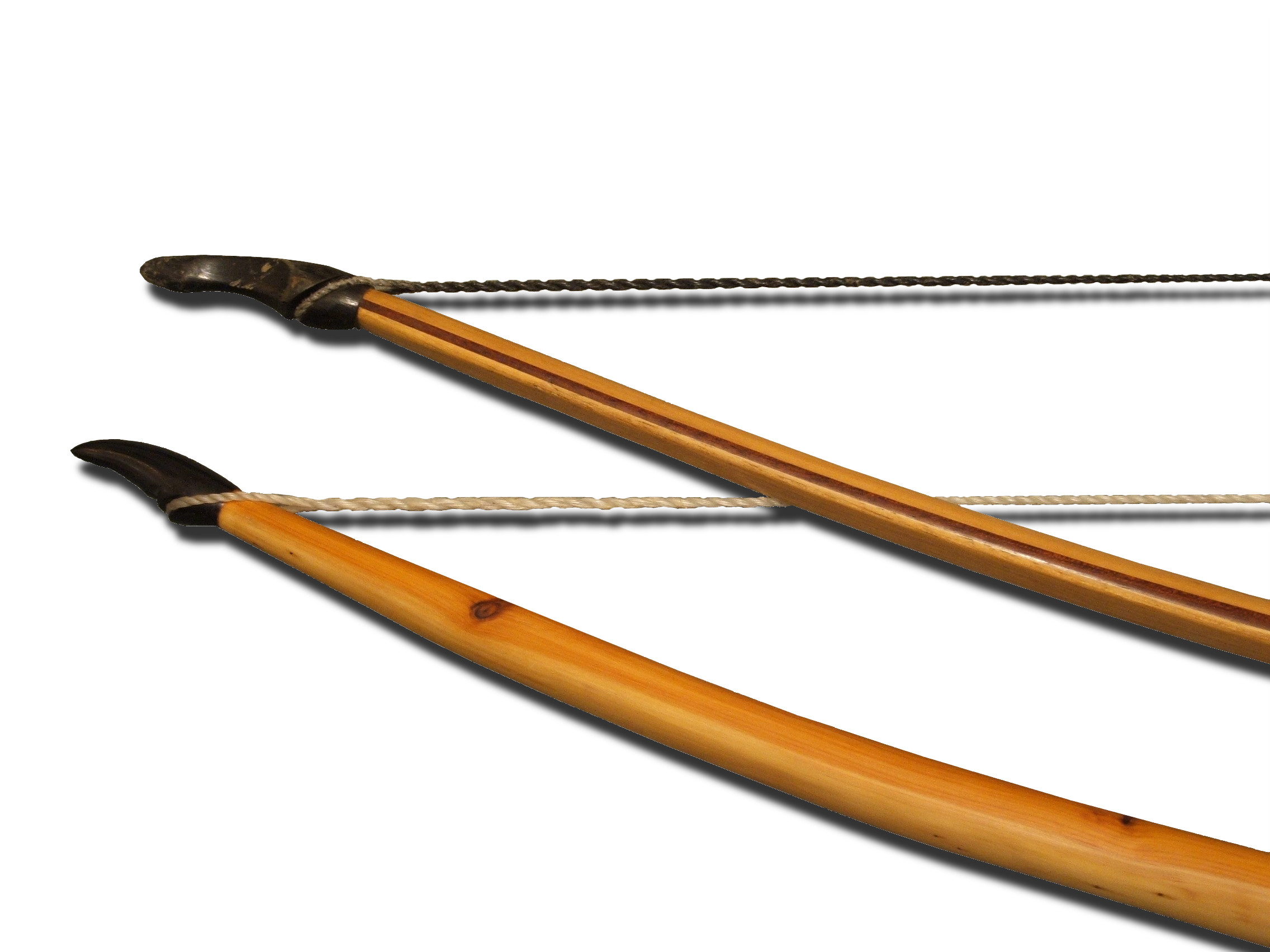
Acabament d'un arc llarg anglès

Hi ha diverses descripcions de l'arc llarg medieval. No queden arcs llargs anteriors al segle XV i solament 130 del Renaixement. Les descripcions de la seva longitud van des dels 1,2 als 2,11 metre i normalment estaven fets de teix, tot i que el freixe i altres fustes també eren utilitzades. Les estimacions per a la tensió que podien suportar aquests arcs varien considerablement. Les estimacions fetes amb exemplars del Mary Rose aconseguien una tensió de 72 a 82 kg (706-804 N). En un arc llarg modern és de 27 kg o menys, a més que avui dia no es troben arquers de tir llarg capaços d'usar amb precisió arcs amb una tensió de 82 kg.
Pel que fa a la longitud de l'arc, no hi ha acord. A l'Europa continental era com a regla general qualsevol arc més llarg d'1,2 m. La Royal Antiquari Society (de Gran Bretanya) proposa entre 1,5 i 1,83 m de longitud. Richard Bartelot, de la Royal Artillery Institution, expressa que l'arc estava fet de teix, amb 1,83 m de llarg, amb una fletxa de 914 mm. Gaston Phoebus en 1388 va escriure que un arc llarg ha de ser "de teix o de fusta de boix, 1,78 m d'alçada entre els punts d'unió de les cordes".
L'abast d'aquesta arma medieval és desconegut, amb estimacions des dels 165-228 m. Els arcs llargs moderns tenen un abast efectiu de fins a 180 m. Una rèplica d'un arc llarg del Mary Rose podia disparar una fletxa de 53,6 grams a 328,0 m, i una de 95,9 g a una distància de 249,9 m.
Cal tenir en compte que encara que l'arc llarg tenia un gran abast, els tiradors de primera mantenen actualment que no es pot garantir el tir a un objectiu individual a més de 73 m, sigui quin sigui l'arc. La majoria dels trets a gran distància esmentats en els relats no tenien punteria, encara que es compensava amb milers d'arquers llançant volades de fletxes a un exèrcit complet. Tenint com a objectiu a una massa gran amb una distància determinada podien perllongar la seu abast notablement. En el seu moment això va ser considerat sorprenentment precís, i amb els estàndards d'avui dia així era. Els estàndards per a la precisió han canviat dràsticament en l'era moderna. Actualment l'arc no es pot comparar amb un rifle, que utilitzat per un tirador expert pot encertar un blanc en concret a 548 o 732 m.
De mitjana un arquer de tir llarg podia deixar anar fins a 12 fletxes per minut. Es diu que "l'arc llarg era la metralladora de l'edat mitjana: exacte, mortal, posseïa un gran abast i una alta taxa de trets, el vol de les seves fletxes és comparat a una tempesta". Aquest índex de trets era molt més alt que el de les ballestes o qualsevol altra arma de projectils d'aquell període, incloent les armes de foc.
Per a la construcció d'un arc llarg cal deixar madurar la fusta de teix entre 1 i 2 anys, aleshores es treballa lentament per donar-li forma, el procés sencer pot durar fins a 4 anys.

## Orígens

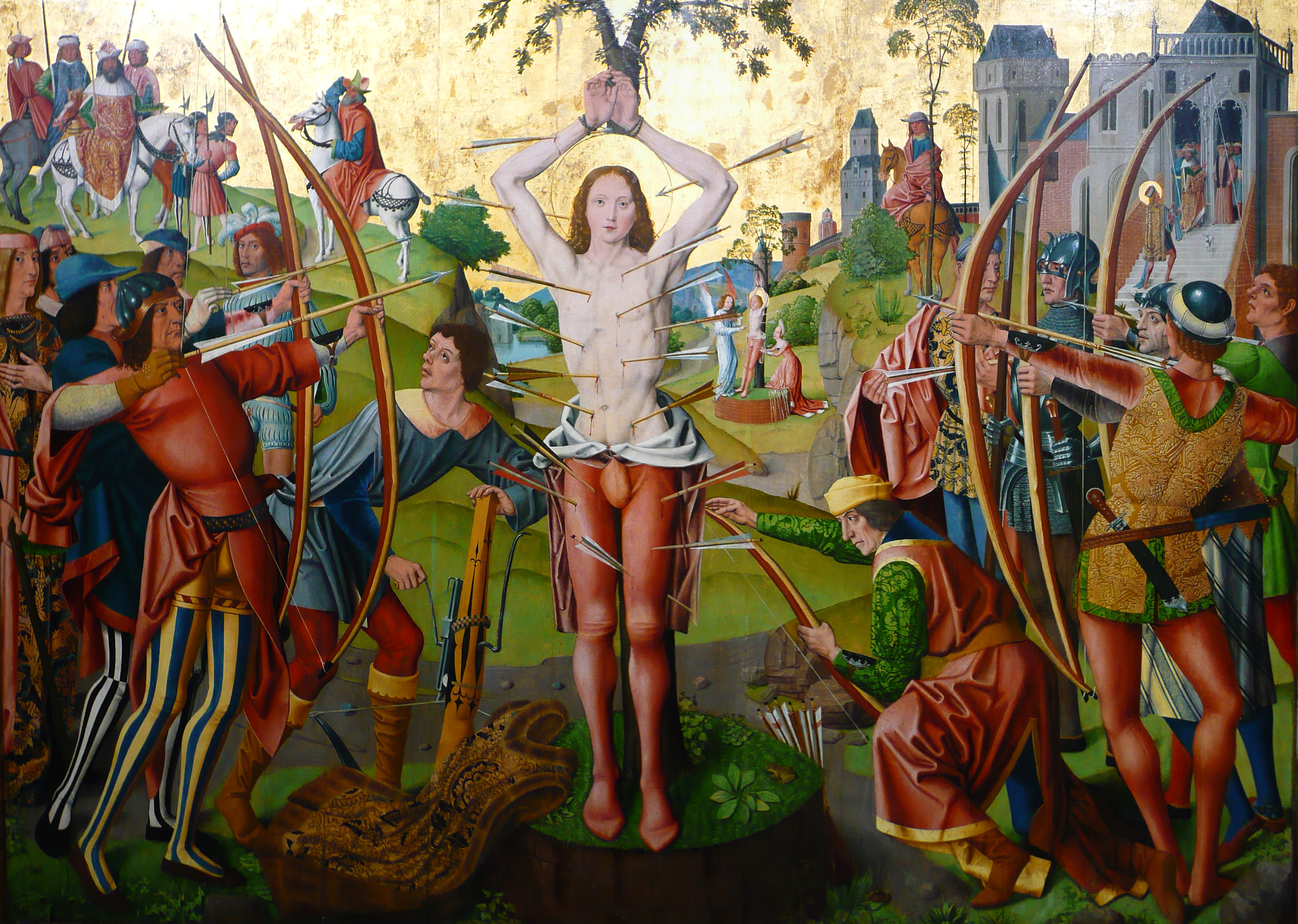
Execució de Sant Sebastià, Alemanya ca. 1493

A les Illes Britàniques es té constància per primera vegada d'aquesta arma quan fou utilitzada pels gal·lesos el 633. Offrid, el fill d'Edwin de Northúmbria, va morir per un tret de fletxa des d'un arc llarg gal·lés durant la batalla de Hatfield Chase entre gal·lesos i mercians, més de cinc segles abans de qualsevol registre del seu ús militar a Anglaterra. Malgrat això, l'arma és coneguda normalment com el "arc llarg anglès" més que el "arc llarg gal·lés".
Almenys dos arcs llargs neolítics s'han trobat a la Gran Bretanya. Un, fet de teix i embolicat en cuir, va ser trobat en el bruc de Meare (Somerset) el 1961. Va ser identificat com a pertanyent al Neolític, amb una combinació d'estratigrafia de la torba, de l'anàlisi del pol len i del carboni 14 que ho datava aproximadament a 2690 aC (+-120), no sense el desconcert d'alguns arqueòlegs en aquest moment.
Un segon va ser trobat al sud d'Escòcia, al Rotten Bottom. Estava fet de teix i data d'entre el 4040 i el 3640 aC
Un arc reconstruït tenia una força per tibar de prop de 230 N i un radi d'acció d'entre 50 a 55 metres.
La mòmia de l'home conegut com a Ötzi, del període del Calcolític (Edat del Coure) portava un arc molt similar a l'exemple anterior de Rotten Bottom, amb la corda de l'arc feta d'ortiga o fibra de lli.
Una arma que s'assemblava a un arc llarg ha estat descoberta per arqueòlegs a Escandinàvia, datada a partir del Mesolític, feta de fusta d'om, trobada al pantà Holmegaard, a Dinamarca (encara que durant el període medieval els escandinaus es caracteritzessin per l'ús eficaç de l'arc curt). Del Neolític cap endavant, el teix era el material preferit, era ideal, ja que el duramen intern es comprimia, mentre que l'albeca externa s'estira, fent de ressort natural amb un gran abast.

## Història

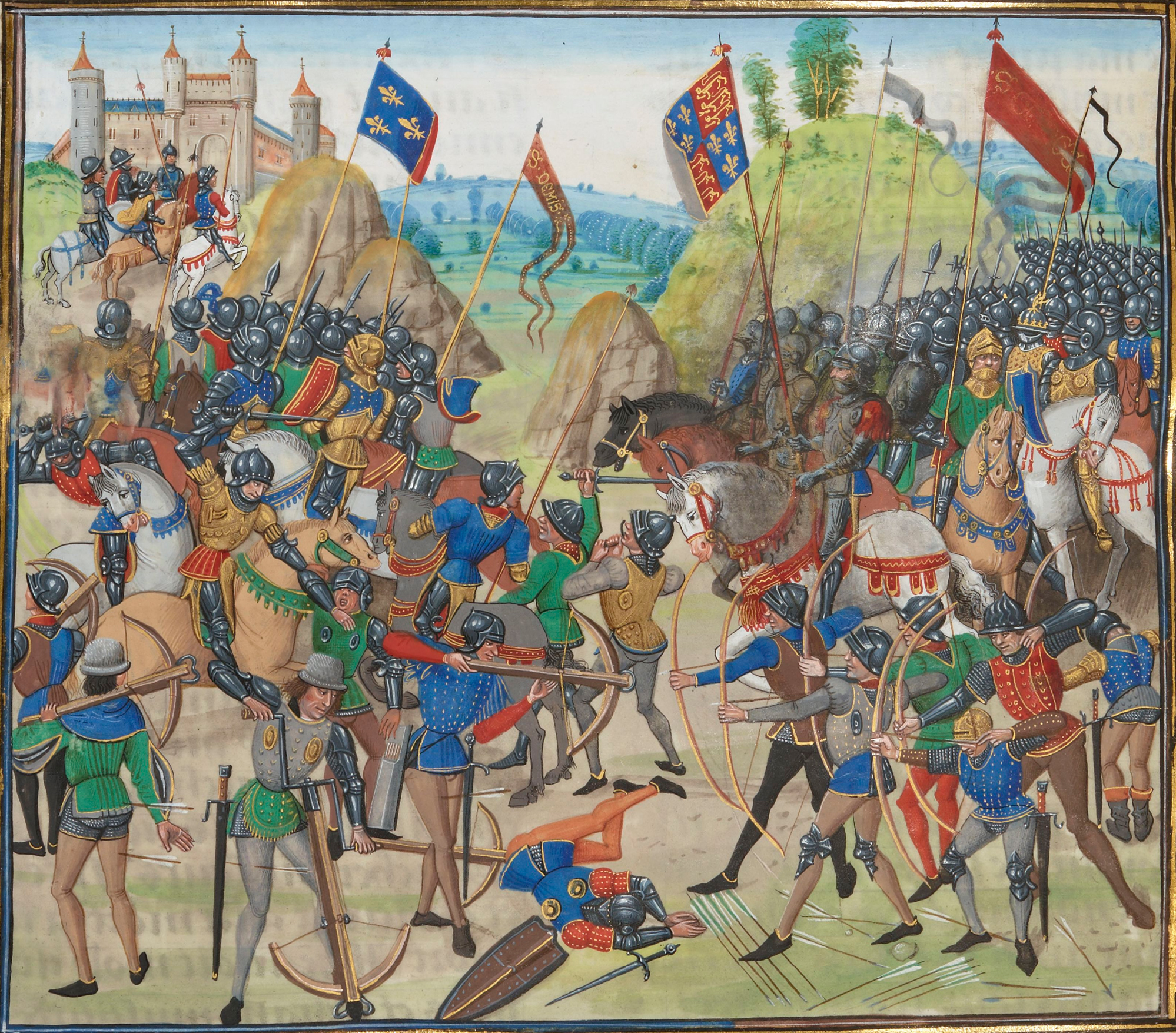
Arcs llargs en acció en la batalla de Crecy.

Durant les invasions anglo-normandes de Gal les, els arquers gal·lesos es van cobrar un alt preu davant els invasors usant aquesta extraordinària arma de guerra. Els anglesos es van adonar ràpidament de l'impacte que l'arc llarg podia produir en el camp de batalla. Tan aviat com la campanya gal·lesa va concloure amb èxit, els reclutes gal·lesos van començar a ser incorporats en l'exèrcit anglès. Les lliçons que els anglesos van aprendre al País de Gal van ser utilitzades més endavant amb un efecte mortal pels mercenaris gal·lesos en els camps de batalla de França i d'Escòcia. La seva habilitat va ser exercida sota el rei Eduard I d'Anglaterra (1239 - 1307), que va prohibir tots els esports excepte el tir amb arc en diumenge per assegurar-se que es practiqués exclusivament.
L'arc llarg va decidir un bon nombre de batalles en l'edat mitjana on combatien els anglesos, les més significatives van ser la batalla de Crécy i més endavant la batalla d'Agincourt durant la Guerra dels Cent Anys. El cos d'arquers de tir llarg va tenir especialment moltes baixes a la batalla de Patay i amb aquestes pèrdues van contribuir a la derrota puntual d'Anglaterra en aquesta contesa. Els arcs llargs romandre en ús fins a voltants del segle xvi, quan els avenços en les armes de foc van fer de les armes amb pólvora un factor significatiu en la guerra, i unitats com els arcabussers i granaders van començar a aparèixer. Abans de la guerra civil anglesa, un fullet titulat  The Double-Armed Man  advocava perquè s'entrenés als soldats en l'arc llarg i la pica, el consell no va ser seguit per gairebé ningú exceptuant algunes milícies de les ciutats. El darrer ús que es recorda d'aquests arcs en una batalla anglesa fa referència a una escaramussa esdevinguda a Bridgnorth l'octubre de 1642, durant la guerra civil anglesa. Els arquers de tir llarg havien seguit sent una característica del Royalist Army, però no van ser usats pels  Roundheads .
Encara que els arcs llargs eren molt més ràpids i més exactes que qualsevol arma de pólvora negra, els seus usuaris eren sempre costosos d'entrenar a causa dels anys de pràctica necessaris abans que un d'ells pogués ser utilitzat amb eficàcia. En un temps on la guerra era normalment estacional i els soldats eren camperols treballant gairebé tot l'any a les granges, l'entrenament per a un arquer de tir llarg requeria un any dedicat a això exclusivament. Un exèrcit permanent era una proposta costosa a les regles medievals. Els exèrcits europeus continentals entrenaven ocasionalment a un cos significatiu d'arquers de tir llarg. A causa del seu entrenament especialitzat, els arquers anglesos van ser buscats com a mercenaris per a altres països europeus, sobretot en ciutats estat italianes i a Espanya.

## Ús

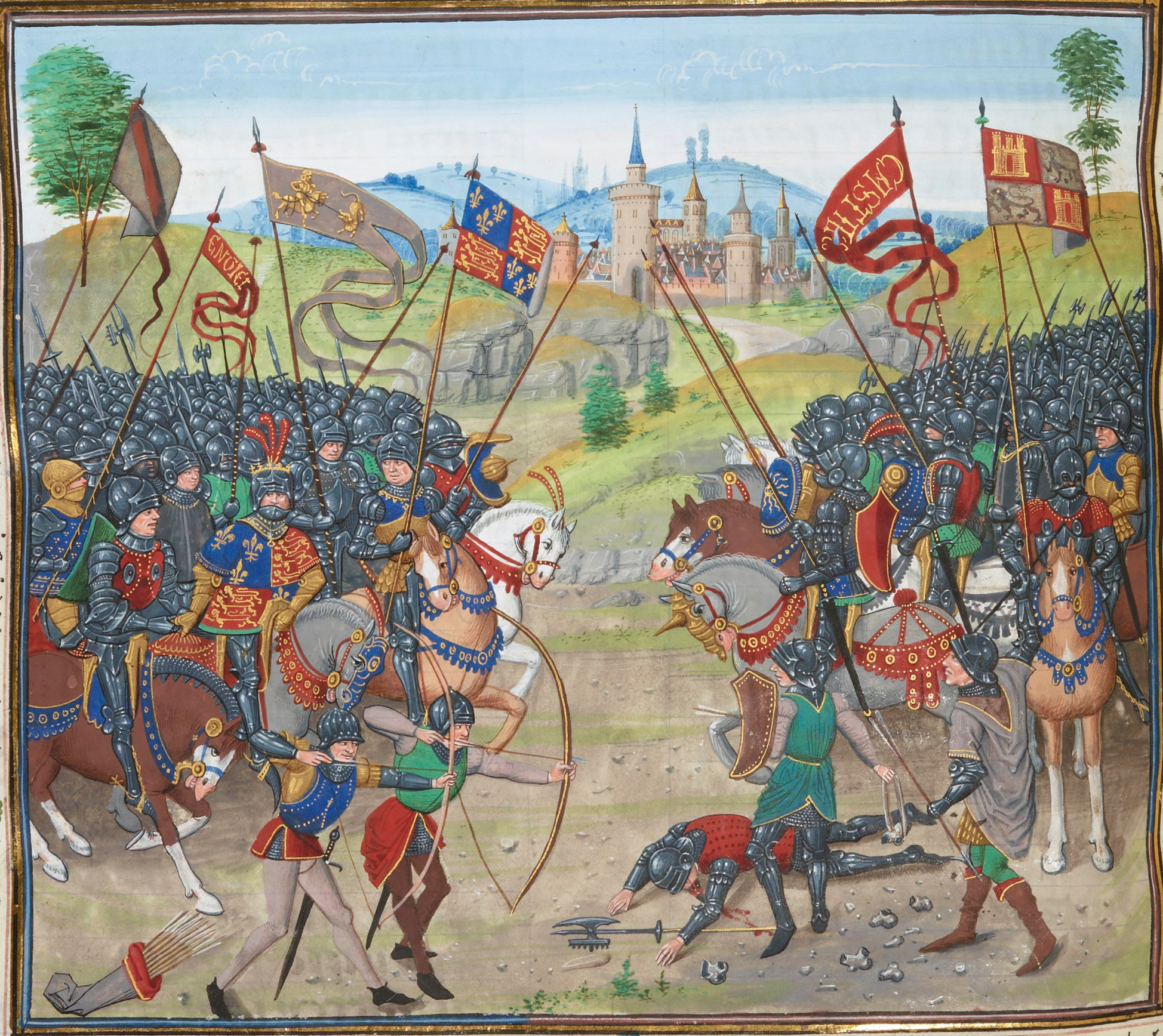
Batalla de Nájera, una de les poques batalles en territori espanyol en què es va emprar aquesta arma.

Els arcs llargs són difícils de dominar perquè la força requerida per aconseguir la seva tensió és molt alta per als estàndards moderns. Es discuteix la càrrega de tensió d'un típic arc llarg anglès; era almenys de 360 N i possiblement més de 650 N. Era considerable la pràctica requerida per al seu ràpid i eficaç ús en el combat. Els esquelets dels arquers de tir llarg eren recognoscibles pels seus deformitats, amb els braços esquerres engrandits, i sovint la descalcificació dels ossos dels canells esquerres, les espatlles esquerres i els dits drets.
Per penetrar la cota de malla, moltes fletxes de guerra tenien les puntes de "cisell" (o de "punxó") i eren bastant sòlides. Les fletxes de punxó tenen la seva punta en forma de piràmides allargades, donant un aspecte molt agut i molt estret. Aquestes fletxes pesants de guerra probablement pesaven al voltant de 65 a 100 g (o de 1000 a 1500 grans, gra és una unitat de mesura utilitzada sovint per les fletxes i els projectils). Això és 2 o 3 vegades el pes de les fletxes de fusta o d'alumini utilitzades avui en dia i de 4 a 5 vegades el pes de les fletxes modernes de fibra de carboni o les anteriors al segle xx, "fletxes voladores", utilitzades en competicions amb llargues distàncies. En temps de pau, en algunes regions, portar puntes de cisell era un delicte castigat amb la forca, perquè estaven pensades per amenaçar a la noblesa, o es prenia com evidència que era un bandit. Especialistes en fletxes de guerra van ser assignats per abordar el problema amb els diversos tipus d'armadura. Per exemple, les fletxes amb les puntes fines i agudes esbiaixades van ser utilitzades per perforar les cotes de malla, trencant un anell i, per tant, fent esclatar un forat enorme en l'armadura mentre que la força de l'impacte colpejava els altres anells fora del seu lloc. Moltes fletxes de guerra disposaven de puntes que estaven unides només per una petita gota de cera, de manera que si es desprengués convencionalment només sortís la vara, allotjant la punta en la víctima, que li causaria gairebé segur una ferida infectada. Els efectes d'un arc llarg al segle xii són mostrats a compte de Gerald of Wales:
| «                                                  | ... en la guerra contra els gal·lesos, un dels homes d'armes va ser ferit per una fletxa disparada per un dels gal·lesos. Aquesta li travessar la seva cuixa, amb eficàcia, on estava protegit dins i fora de la seva cama per la seva cota de malla i per una túnica de cuir, després va penetrar aquella part de la sella que forma el seient i finalment es va clavar en el seu cavall, allotjada tan profundament que va matar l'animal. | » |
| — Giraldus Cambrensis, Itinerarium Cambriae (1191) | |   |

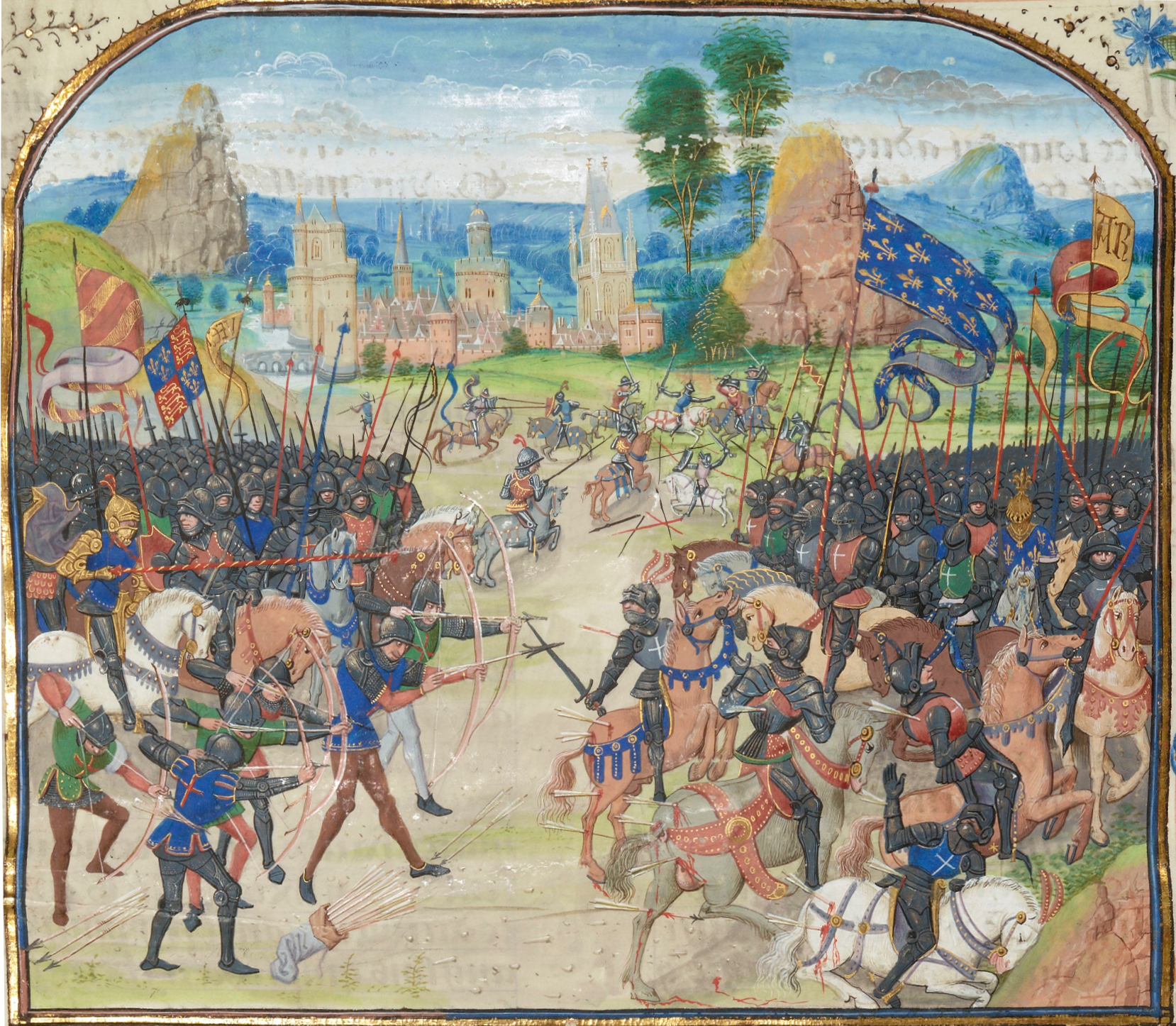
Batalla de Poitiers (1356).

Sobre el camp de batalla, els arquers anglesos clavaven les seves fletxes alçades a la terra al voltant seu, reduint el temps que es prenia per posar-, tensar l'arc i llançar-la. Un efecte addicional d'aquesta pràctica era que la punta de la fletxa causaria infecció amb major probabilitat. Els arquers s'alleujaven en la mateixa terra, però és improbable que tingués qualsevol efecte addicional. L'única manera de treure aquesta fletxa netament seria lligar un drap, remullat en aigua bullent o una altra substància d'esterilització, traspassar i empènyer per la ferida de la víctima i treure-ho per l'altre costat, això era increïblement dolorós. Hi havia eines especialitzades usades en l'edat mitjana per extreure les fletxes si l'os s'interposava i la fletxa no es podia empènyer.
El príncep Hal (posteriorment Enric V) va ser ferit a la cara per una fletxa a la batalla de Shrewsbury (1403). El metge reial John Bradmore tenia un instrument que consistia en un parell de pinces llises, una vegada que encaixava amb cura en la part de darrere de la punta de la fletxa, les pinces s'enroscaven fins que s'ajustava a les vores i permetessin que la punta pogués ser extreta de la ferida. Abans de l'extracció, el forat fet per la vara de la fletxa havia estat eixamplat per inserir els passadors de fusta allargats cap a dins de l'accés a la ferida. Els passadors eren xops en mel, que conté antibiòtics naturals. La ferida era revestida amb un cataplasma d'ordi i mel barrejada en trementina. Al cap de 20 dies la ferida estava lliure d'infecció.
Les fletxes de caça tenien generalment el que s'anomena un "capçal ampli" a la punta, encara que ja hagués fletxes especialitzades. Fletxes amb capçal ampli deixen extensos talls quan perforen la carn, causant una ràpida pèrdua de sang. Una fletxa bé disparada que travessi a un cérvol per ambdós pulmons o al cor el mataria en segons. Però fins i tot una fletxa amb el capçal ampli, encara que no travessés òrgans vitals podria fer que l'animal es dessagnés i morís relativament ràpid. Una fletxa amb un cap en forma de mitja lluna va ser usada per abatre ocells i altres petits animals en els arbres, de manera que tant l'animal com la fletxa poguessin ser recuperats amb relativa facilitat. En canvi, una fletxa normal clavada a l'animal i l'arbre, feien la seva recuperació més difícil.

## Tàctica

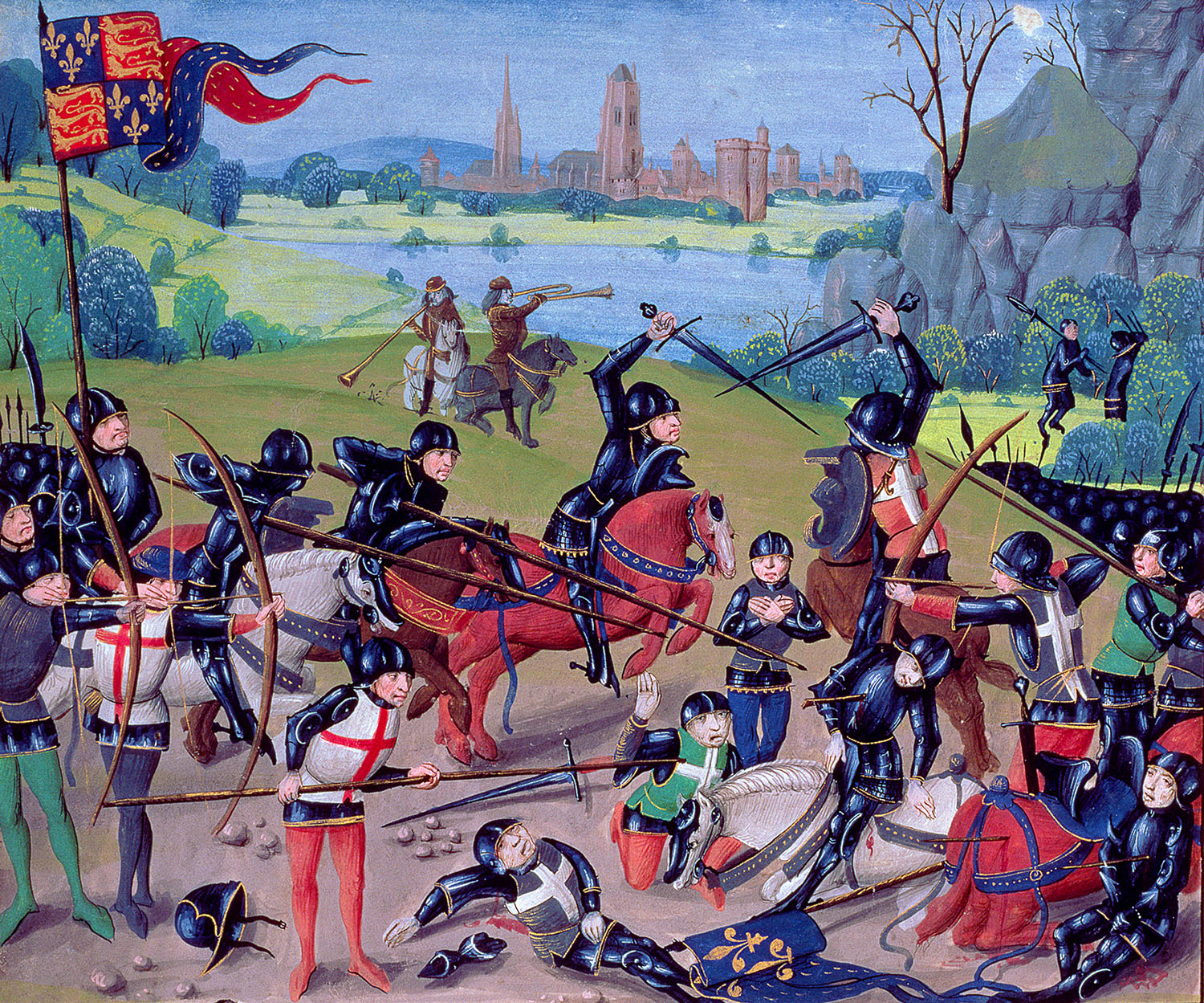
Batalla d'Azincourt, la major victòria anglesa aconseguida gràcies a l'arc llarg.

Encara que els arquers fossin víctimes a curta distància, ells realitzaven petites escaramusses prolongant el combat cos a cos i eren naturalment vulnerables a un atac emprès per la cavalleria. Per tant, eren sovint desplegats darrere de barricades, com estaques i pals clavats a la terra. Un regiment d'arquers de tir llarg era vulnerable a una emboscada mentre la seua barricada defensiva no fos completada. Aquesta pràctica descoratjar les tàctiques de batalla ofensiva, perquè l'arc llarg era més eficaç quan l'exèrcit atacant carregava.
Una formació de batalla comú:
- Infanteria lleugera (com espadatxins) al centre endavant, formats en files.
- Infanteria pesant (sovint armats amb destrals allargades o armes de pal amb bill hooks sent l'arma preferida pels anglesos) al mig centre, en files o en formació quadrada.
- Arquers convencionals i ballesters a la rereguarda del centre, formats en files.
- Cavalleria a banda i banda dels flancs (per protegir contra els atacs), o desplegats al centre per contrarestar qualsevol bretxa o incident.
- Els arquers de tir llarg estaven en general als costats, amb una formació enfilada, similar a la forma: \___/, amb la part del mig sent ocupada per tropes de curt abast.

Un hàbil general alternaria les pluges de fletxes amb càrregues de cavalleria, de vegades alternant atacs pels flancs per induir confusió i temor en l'enemic. Les fletxes es llançaven en grups o volades, i no apuntant a objectius específics fins que l'enemic estigués a prop; l'efecte psicològic sobre l'enemic dels famosos "núvols de fletxes" produïts per aquestes volades no havia de ser subestimat.

## Importància social

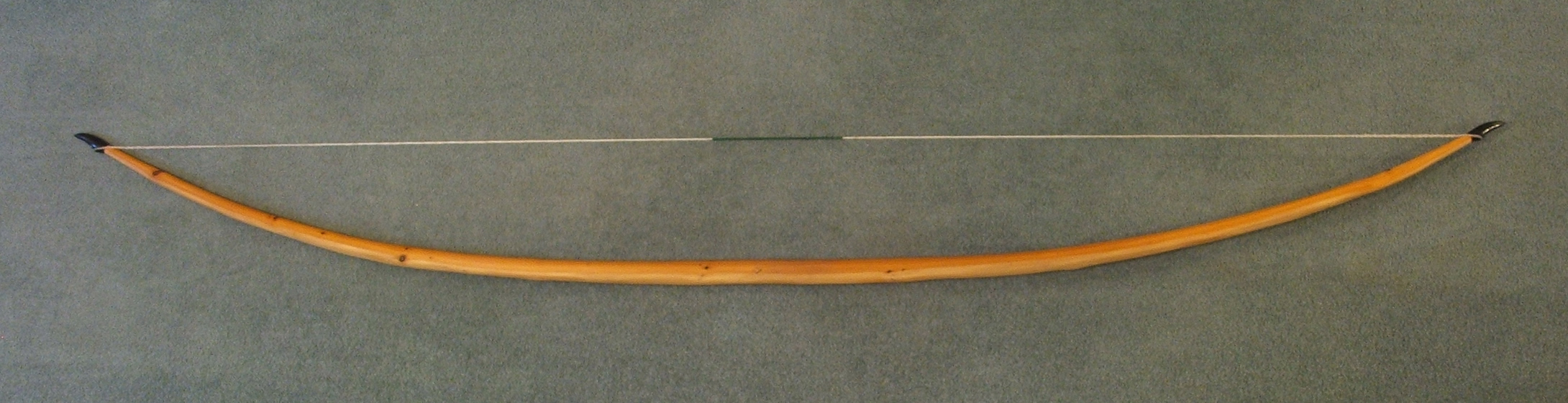
Reconstrucció moderna d'un arc llarg anglès. D'una peça de teix: 105 lbf a 32 polzades.

La importància de l'arc llarg en la cultura medieval anglesa es pot veure en les llegendes de Robin Hood que cada vegada més va ser representat com un arquer expert i en «Song of the Bow», un poema de «The White Company» per Sir Arthur Conan Doyle.
Segons es diu, els francesos tenien la pràctica de treure el dit índex i el dit cor de la mà dreta de qualsevol arquer de tir llarg gal·lés i anglès capturat després de la batalla (lo per utilitzar de nou un arc). Com a resposta, aquests arquers mostraven aquests dos dits com un signe de desafiament. Es diu (sense una prova definitiva) que això ha influït en un gest insultant que roman avui en dia en Gran Bretanya (com el que molts anomenen el signe de V invers).
L'arc va ser l'arma triada pels rebels durant la rebel·lió dels camperols. A partir del moment en què la classe terratinent d'Anglaterra es va fer destra en l'ús de l'arc llarg, la noblesa anglesa va haver de procurar no involucrar-los en la incipient revolta. Això era mostra del control que posseïen sobre la noblesa, cosa que no existia en el continent europeu.
Hi ha un poble en gal·lés anomenat Pont-i-Bodkin ("The Bodkin Bridge"). Està situat a la vall per sota d'un palau antic gal·lès (Plas-im-Mhowys = Palace in Powys). Des de la situació probable dels barracons al pont hi ha més o menys uns 700 m encara que el pont és aproximadament 100 m. més baix en alçada. El poble precedeix al cristianisme, la qual cosa vol dir que va ser reanomenat en honor del seu "producte principal" o com de lluny pot un arquer d'elit arribar des dels quarters del palau.

## Mite popular
Molt temps s'ha dit que el famós "la salutació dels dos dits" i/o el signe en "V" provenen dels gestos dels arquers gal·lesos que van usar l'arc llarg anglès, que van lluitar al costat dels anglesos en la batalla d'Azincourt durant la Guerra dels Cent Anys. El mite al·ludeix al fet que els francesos tallaven els dos dits de la mà dreta dels arquers capturats i que el gest era un signe de desafiament pels que no van ser mutilats.
Generalment, en aquesta situació, els francesos tallarien els dits índex i cor, en ser aquests "els dits de l'arc" usats per tensar l'arc. Els arquers serien enviats de nou a les seves pròpies files, incapaços d'ajudar en la batalla. No obstant això, els companys que no havien estat mutilats seguien ensenyant aquests dos dits per espantar als seus contrincants i aquest gest es va convertir en un signe d'insult.